# Stefania Biegun
Stefania Biegun (* 11. August 1935 in Wieprz; † 10. Dezember 2016 in Wetlina) war eine polnische Skilangläuferin.

## Werdegang
Biegun, die für den AZS Kraków und den Start Zakopane startete, trat international erstmals bei den Nordischen Skiweltmeisterschaften 1958 in Lahti in Erscheinung. Dort kam sie auf den 16. Platz über 10 km und auf den vierten Rang mit der Staffel. Bei den Olympischen Winterspielen 1960 in Squaw Valley belegte sie den 13. Platz über 10 km und den vierten Platz mit der Staffel. Zwei Jahre später wurde sie bei den Nordischen Skiweltmeisterschaften in Zakopane Vierte mit der Staffel und holte bei der Winter-Universiade in Villars-sur-Ollon die Silbermedaille mit der Staffel und die Goldmedaille über 7,5 km. Bei den Olympischen Winterspielen 1964 in Innsbruck lief sie auf den 18. Platz über 10 km, auf den 14. Rang über 5 km und auf den siebten Platz mit der Staffel. Ende Februar 1966 errang sie bei den Nordischen Skiweltmeisterschaften in Oslo erneut den siebten Platz mit der Staffel. Ihre letzten internationalen Rennen absolvierte sie bei den Olympischen Winterspielen 1968 in Grenoble. Dort belegte sie den 19. Platz über 10 km, den neunten Rang über 5 km und den fünften Platz mit der Staffel. Bei polnischen Meisterschaften siegte sie 26-mal.
Bei polnischen Meisterschaften siegte Biegun jeweils achtmal über 5 km (1961–1964, 1966–1968, 1970), 10 km (1960–1964, 1966, 1967, 1970) und mit der Staffel (1962–1969).